# Bătălia de la Țuțora (1620)
Bătălia de la Țuțora (în poloneză Bitwa pod Cecorą) a fost o bătălie dintre Uniunea statală polono-lituaniană (sprijinită de trupele Moldovei) și Imperiul Otoman, (sprijinit de Hanatul Crimeii), care a avut loc între 17 septembrie – 7 octombrie 1620 în Moldova, la Țuțora, pe malurile Prutului.

## Context
Eșecul misiunii diplomatice polonezo-lituaniene de la Istanbul și violările tratatul de Bușa de ambele părți (cazacii și tătarii își continuaseră raidurile de jaf peste granițe), au făcut ca relațiile dintre cele două puteri să ajungă la un nivel extrem de scăzut la începutul secolului al XVII-lea. Ambele părți au început pregătiri de război. Otomanii considerau că urmau să fie gata de luptă în 1621, în vreme ce Seimul Rzeczpospolitei a respins cererile hatmanilor pentru fonduri. Consiliul secret al Senatului polonez a hotărât în cele din urmă să trimită forțele armate ale uniunii la luptă în 1620, deși cei mai mulți membri ai Seimului considerau că armata poloneză nu este pregătită suficient pentru o campanie de amploare. Hatmanul Stanisław Żółkiewski, care avea în acel moment peste 70 de ani, a hotărât să lupte cu trupele otomane pe pământ străin, mai precis în Moldova. 
Hatmanii Zółkiewski și Koniecpolski și-au condus armatele la Țuțora (Cecora în sursele poloneze, o comună din județul Iași ), unde avea să înfrunte hoarda lui Han Temir. Armata poloneză număra peste 10.000 de soldați (dintre care 2.000 de infanteriști, restul cavalerie, dar fără cavaleria ușoară căzăcească), dintre care mulți soldați făceau parte din armatele private ale magnaților Korecki, Zasławski, Kazanowski, Kalinowski și Potocki. Armata poloneză a intrat în Moldova în septembrie. Domnitorul moldovean Gaspar Graziani, care era în mod oficial vasal al Imperiului Otoman, a decis să se alăture polonezilor împotriva suzeranului său. Graziani a ucis ienicerii din Iași, a luat prizonieri pe trimișii sultanului Osman al II-lea și s-a alăturat polonezilor. Numeroși boieri moldoveni au dezertat pentru a-și apăra propriile moșii împotriva jafurilor soldaților polonezi, iar alții au hotărât să aștepte sfârșitul luptelor pentru a se alătura taberei învingătoare. Ca urmare, doar aproximativ 600 – 1000 de moldoveni s-au alăturat polonezilor. Żółkiewski a dat ordin ca trupele sale să construiască o tabără fortificată la Țuțora.

## Desfășurare
Pe 10 septembrie, lângă Țuțora, armata polono-lituaniană a ajuns față în față cu forțele otomano-tătare, sprijinite de contingente valahe, aflate sub comanda lui Iskender Pașa, beilerbeiul de Oceac. Această forță fusese trimisă de sultan în ajutorul lui Gabriel Bethlen, în lupta lui cu habsburgii. Forțele tătare i-au surprins pe polonezi, reușind să ia numeroși prizonieri. În prima zi de luptă, (18 septembrie), cei mai mulți dintre moldoveni au decis să treacă de partea turcilor și au atacat flancul polonez. Mercenarii, trupele private și magnații s-au dovedit total lipsiți de disciplină. Stanisław Koniecpolski era comandantul flancului drept al polonezilor. Pe 19 septembrie a devenit clar că forțele poloneze nu mai au șanse să câștige lupta, deși mai erau capabile să se apere pentru ceva vreme. Pe 29 septembrie, forțele polono-lituaniene au reușit să spargă încercuirea turcilor folosindu-se de căruțele căzăcești (tabor) și au început retragerea. În timpul retragerii, atacurile turco-tătare au provocat mari pierderi polonezilor, (unul dintre cele mai violente atacuri având loc pe 3 octombrie), iar în momentul în care polonezii au văzut Nistrul și frontiera Rzeczpospolitei trupele lor au început să se dezintegreze. 
După un nou atac de amploare a turcilor pe 6 octombrie, cei mai mulți nobili au început să fugă în dezordine spre nord, lăsând infanteria și tabăra fără apărare. Fuga cavaleriștilor a pecetluit soarta întregii expediții: cei mai mulți soldați polonezi au fost uciși sau luați prizonieri. Hatmanul Żólkiewski a fost ucis în timpul luptelor, iar mulți alți conducători precum Koniecpolski, Samuel Korecki, Mikolaj Struś, Mikołaj Potocki, Jan Żółkiewski, Łukasz Żołkiewski, Stanisław "Rewera" Potocki și Bogdan Hmelnițki au fost luați prizonieri. Capul lui Żółkiewski a fost înfipt într-o țepușă și a fost trimis sultanului. Samuel Korecki, care se amestecase de multe ori în treburile Modovei, a fost executat la Istanbul. 
Osman al II-lea a schimbat voievodul din Moldova, înscăunându-l pe Alexandru Iliaș, iar răsculatul Graziani a fost ucis pe 29 septembrie în timp ce încerca să fugă.

## Urmări
În 1621, o armată de 200.000 – 250.000 de veterani turci sub comanda sultanului Osman al II-lea a plecat de la Edirne spre granița poloneză. Turcii, după victoria de la Țuțora, considerau că vor fi capabili să cucerească Ucraina, pe atunci parte a Poloniei. Comandantul polonez Jan Karol Chodkiewicz a traversat Nistrul în septembrie cu aproximativ 35.000 de soldați polonezi și cazaci și și-a făcut o tabără întărită la Cetatea Hotinului, în încercarea de blocare a înaintării otomanilor, care era foarte înceată. Polonezii și cazacii au reușit să reziste din 2 septembrie până pe 9 octombrie. Primele zăpezi și pierderea a aproximativ a 40.000 oameni l-au făcut pe sultan să ceară începerea negocierilor. Cu doar câteva zile mai înainte de ridicarea asediului, marele hatman Jan Karol Chodkiewicz a murit de epuizare în cetate pe 24 septembrie 1621. Luptele s-au încheiat cu un rezultat neconcludent, iar tratatul de pace de la Hotin a reflectat această situație. Rzeczpospolita a reușit să obțină recunoașterea graniței pe Nistru, iar turcilor li s-a recunoscut influența asupra Moldovei. 
Osman al II-lea i-a considerat vinovați pe ieniceri pentru eșecul campaniei. Eforturile sale de modernizare ale armatei otomane nu au fost privite cu ochi buni de ieniceri și învățații islamici. Pe 18 mai 1622 a izbucnit o revoltă a ienicerilor și a studenților din madrase, iar Osman a fost detronat și ucis pe 20 mai.